# 中村麻美 (画家)
中村 麻美（なかむら まみ）は、三重県津市出身の日本画家、絵本画家、挿画家。2009年にNHKの『大河ドラマ』にもなった新聞連載小説『天地人』の挿画を担当した。第18代ミス日本グランプリ受賞者。

## 経歴
三重県立津西高等学校、津田塾大学を卒業。大学在学中、田中峰雪に日本画を師事する。英語個人教授業、絵本翻訳業、NHK衛星放送キャスターを経て、画業を志す。NHK大河ドラマ『天地人』の原作新聞小説の挿画（全460回）を描き、話題を集める。代表作に日本武道館発行月刊『武道』表紙絵「伝えたい日本のこころ」（2007~)、「直江兼続」（新潟県立図書館所蔵）、「斎王」（三重県立斎宮歴史博物館所蔵）、「陣中将軍図」（日本武道館）など。挿画展、個展多数。三重県明和町斎宮跡観光大使。1986年度第18代ミス日本グランプリ。
大学時代、社会学のゼミで白鳥処女説話「羽衣伝説」を研究し、日本人らしさとは何かを深層心理学的に追求。その後、卒業論文の付録に描いた絵童話「柿」を特技披露で英文和文で朗読したことが評価され、1986年度のミス日本ブランプリに選出される。それよりおよそ20年後の2007年、日本武道館発行月刊『武道』表紙で、高校生時代くらいより温めていた企画「伝えたい日本のこころ」シリーズの連載を開始。語り継がれるべき日本人のよい行い、道徳心、精神伝統を探求し、またその原画展、講演活動を日本各地で行っている。絵本『伝えたい日本のこころ』（2016 日本武道館発行）は、2020年、ドイツ語訳版がトリアー独日協会から出版され、ドイツ語文化圏で注目されている。現在、英語版も制作されている。
2014年、三重県立斎宮歴史博物館に寄贈した「斎王（いつきのひめみこ）」は、出身地三重県ゆかりの女性の偉人を描きたいという着想から制作されたもの。神宮徴古館の展示「野宮図」からインスピレーションを受け、三重県明和町斎王まつり実行委員会、三重県立斎宮歴史博物館・榎村寛之の指導のもと制作された。実在した特定のどの斎王ということではなく、国の、民の、世界の平安を祈る“祈り”の象徴、斎王性をあらわしたもの。平安時代の十二単装束の上に神事のときに羽織る白い衣をまとった皇女の姿を清らかにあらわしている。
2020年、日本武道館中道場に納品した「陣中将軍図」は、日本武道館の依頼により2018年に制作を開始。甲冑指導は、（一社）日本甲冑武具研究保存会・西岡文夫氏。平安時代末期から鎌倉時代の、赤糸威の大鎧武者絵であるこの作品も、特定の歴史上の人物ではなく、“理想の武士像”、その“覚悟”の姿勢を描いたもの。TOKYO2020のために日本武道館のとなりに建設された中道場の一階ホールに、高村正彦（元・自民党副総裁）日本武道館会長揮毫の扁額「誠」と並べて永久展示されており、常時、一般に公開されている。また、日本武道館本館には、月刊『武道』表紙絵「伝えたい日本のこころ」原画展示コーナーもある。

## 主な作品

### 新聞／雑誌
- 新聞小説「天地人」挿画全460回（火坂雅志作　新潟日報／信濃毎日／福島民報／山形新聞ほか全国15紙掲載　2009年放送NHK大河ドラマ原作）（2003〜2006）
- フジサンケイ ビジネスアイ絵と文の連載『麻美乃絵』　(2003〜2004)
- 日本武道館発行 　月刊「武道」小説『靈箭　阿波研造物語』挿画（馬見塚昭久作）（2004〜2005)
- 月刊「近代柔道」小説『西郷四郎の真実』（加来耕三作）（2005〜2013)
- 日本武道館発行　月刊『武道』表紙絵「伝えたい日本のこころ」企画ならびに絵と文　(2007〜)
- 新聞小説『吉田松陰　大和燦々』挿画全197回　山口新聞／岩手日報ほか掲載（2012〜2013)
- 新聞小説『河井継之助　龍が哭く』挿画全347回（秋山香乃作　野村胡堂文学賞受賞　2015〜2016 ）
- 土浦つくば36景（茨城県土浦市　特別養護老人ホーム滝田　所蔵）
- NTT東日本公式ウェブサイト「歴史の失敗学」挿画全13回
- 新聞小説「鸞　翔ぶ」挿画前66回（福井新聞週刊連載　2019）

ほかに「電通報」／「電通育英ニュース」／月刊「日経ベンチャー」／月刊「とみん経営ビジネス」／月刊「商工ジャーナル」／月刊「アミューズメントジャパン」／
月刊「税理」/月刊「やくしん」/月刊「日経ビジネス」/月刊「清流」など。これまでに描いた挿画は、1万点以上にのぼる。

### テレビ番組
- NHK　BS名作平積み大作戦　夏目漱石『こころ』挿画（2006）
- NHKビデオ教材　中国故事成語　挿画（2006）
- NHK土曜時代劇「まっつぐ」作画指導ならびに挿入画制作（2010）
- NHKBSプレミアム「新・御宿かわせみ」タイトル画制作（2013）

### 書籍関係
- 『13歳からの道徳教科書』挿画など（育鵬社刊　2012）
- 『はじめての道徳教科書』コラム／挿画（育鵬社刊　2013）
- 絵本「伝えたい日本のこころ」（日本武道館発行　ベースボールマガジン社　201６）
- 絵本“Von Amaterasu Bis Olympia" ( トリアー独日協会発行　iudicium 2020)
- 絵本“Leuchtfeuer der Hoffnung"(トリアー独日協会発行　iudicium  2021)

ほか

### おもな本画作品
- 「与六兼続　喜平次景勝修学図」（雲洞庵所蔵　2008）
- 「天地人丸紋絵巻』（長岡市　兼続お船ミュージアム所蔵　2009）
- 「陸軍大将　児玉源太郎」（個人蔵　2010）
- 「紅葉主従図」（上田史談会所蔵　2011）
- 「直江兼続」（新潟県立図書館所蔵　2011）
- 「おせんの方」（兼続お船ミュージアム所蔵　2012）
- 「斎王」（三重県立際空歴史亜博物館所蔵　2012）
- 「馬上謙信公」（新潟日報メディアシップ所蔵　2014）
- 「松陰先生と夏橙」（熊谷美術館所蔵から松陰神社に出向　2017）
- 「陣中将軍図」（日本武道館所蔵　中道場に展示 2020）

## テレビ/YouTube出演
- NHK BSニュースキャスター「ラウンドアップ日本」出演
- 2011年　映像体験!イッキ見シアター（関西テレビ放送）

歴代ミス日本受賞者に対するインタビューに出演し、アトリエで司会者の雨上がり決死隊の絵画を披露
- 2014年　「ズバリお悩み解決!雨上がりよろず堂」（讀賣テレビ放送=関西ローカル）

夫婦ともに出演。2014年ミス着物・尾崎優子の進路相談の参考資料としてインタビュー出演
- 2015年　「明石家さんまの転職DE天職第4弾」（日本テレビ放送網）歴代ミス日本受賞者に対するインタビューに出演
- 2022年〜2023年　BS11公式YouTube「偉人　こぼれ話」より『絵で学ぶ偉人たち』、『絵で学ぶニッポンのこころ』出演